# Fernand de Montessus de Ballore
Pour les articles homonymes, voir De Montessus de Ballore.
Le comte Fernand de Montessus de Ballore (Dompierre-sous-Sanvignes, 19 juin 1851 - Santiago (Chili), 31 janvier 1923) est un sismologue et géologue français.

## Biographie

### Jeunesse
De vieille noblesse française, sa famille a une tradition militaire importante, de nombreux ancêtres ayant été chevaliers de Malte. Mais surtout, sa famille a aussi une riche tradition scientifique. Son grand-père par exemple n'est autre que Philibert Commerson. Son frère, Robert, est un mathématicien.
Fernand de Montessus suit donc les traditions familiales et fait ses études à l'École polytechnique (X1871), d'où il sort officier d'artillerie. Il fréquente aussi le Cadre noir.

### Carrière de sismologue
Il commence à s'intéresser à la géologie durant son séjour à Clermont-Ferrand. De 1881 à 1885, il est chef de la mission militaire française envoyée au Salvador. Durant son séjour en Amérique centrale, il fait ses premières recherches concernant les tremblements de terre (il adresse ses premières communications à l'académie des sciences en 1884) et s'intéresse aussi à l'archéologie. De retour en France en 1885, il est de 1887 à 1892 directeur des études à l’École polytechnique. Il continue à accomplir son travail minutieux de classification des tremblements de terre et jette les basses d'une nouvelle science : la géographie sismologique.
En 1906, il quitte l'armée avec le grade de commandant. En 1907, un an après le meurtrier tremblement de terre de Valparaiso, il est appelé pour prendre la direction du Service des tremblements de terre Chilien à Santiago. Sous sa direction, les observations sismologiques au Chili deviennent nombreuses. Il parcourt le Chili et implante des stations sismiques à Copiapo, Tacna, Osorno, Punta Arenas et sur l'île de Pâques.
Il demeure très actif dans le domaine scientifique jusqu'à sa mort en 1923.
Au cours de sa carrière, il a délimité les zones sismiques du globe. Il s'est également intéressé à l'effet des séismes sur les constructions, ce qui l'a mené à aborder l'archéologie, et la construction parasismique.

## Publications
- L'art de bâtir dans les pays à tremblements de terre : causerie (Extrait de L'architecture, journal de la Société centrale des architectes français), C. Schmid (Paris), 1906, Texte en ligne disponible sur LillOnum

## Hommages
- le CNRS-INSU, l'Institut de physique du globe de Paris, l’École normale supérieure et l'Université du Chili se sont associées fin 2006 (année centenaire du tremblement de terre de Valparaiso) pour créer le laboratoire Montessus de Ballore.